# خيبر بختونخوا
خیبر بختونخوا (بالبشتوية: خېبر پښتونخوا، بالهندكو والأردية: خیبر پختونخوا)، اختصار KP أو KPK) يُسمى محليًا بختونخوا (تعني: منطقة البشتون)، وكان يُعرف في السابق باسم الإقليم الشمالي الغربي الحدودي وله العديد من الأسماء الأخرى. هو أحد أقاليم باكستان الأربعة، هو يقع في شمال غربي البلاد. هو رابع أكبر إقليم في باكستان حسب المساحة وثالث أكبر إقليم حسب عدد السكان. وتحده أفغانستان من الشمال الغربي وغلغت بلتستان من الشمال الشرقي وآزاد كشمير من الشرق وبلوشستان من الجنوب والبنجاب وإقليم العاصمة إسلام آباد من الجنوب الشرقي. الإقليم ذو جغرافيا متنوعة من الجبال والوديان والسهول والمزارع الكبيرة.
رغم أنه ثالث أكبر إقليم في باكستان حسب عدد السكان والاقتصاد، إلا أنه الأصغر حسب المساحة. يساهم إقليم خيبر بختونخوا بالإجمال بنسبة 10.5٪ من الناتج المحلي الإجمالي لباكستان فتتجاوز مساهمته 30 مليار دولار أمريكي. يوجد في الإقليم 16.9٪ من إجمالي سكان باكستان، من أعراق البشتون والهندكوان والسرايكيين وشعب كهو.
كان إقليم خيبر بختونخوا يومًا ما معقلًا للبوذية، ويجد به حتى الآن العديد من المواقع الأثرية البوذية مثل موقع منطقة غاندارا القديمة وأنقاض العاصمة غانداران بوشكالافاتي. تاريخ الإقليم مليء بغزوات الدول المتعددة المتكررة للإقليم بسبب موقعه الجغرافي القريب من ممر خيبر المهم.
يعرف الإقليم بأسماء متعددة، إلا أن اسم خيبر بختونخوا أصبح رسميًا في أبريل 2010 بعد إقرار التعديل الدستوري الثامن عشر، بدلًا من الاسم السابق "المقاطعة الحدودية الشمالية الغربية". وافق المجلس الوطني الباكستاني في 24 مايو 2018 على التعديل الدستوري الخامس والعشرين، الذي دمج المناطق القبلية الخاضعة للإدارة الاتحادية في إقليم خيبر بختونخوا. أقر مجلس إقليم خيبر بختونخوا مشروع القانون في 28 مايو 2018، وصدق عليه الرئيس الباكستاني ممنون حسين التصديق على القانون رسميًا في 31 مايو 2018.

## التسمية
خيبر بختونخوا تعني "الجانب الخيبربي من أرض البشتون"، إذ تعني كلمة بختونخوا "أرض البشتون" أو "مجتمع البشتون". عُرفت المقاطعة بعدة أسماء أخرى تاريخيًا، من بينها غاندارا وأفغانستان وبشتونستان وباثانستان وسرهاد وأباسين وخيبر، وأسماء مركبة مثل هزارة بختونخوا.
أنشأ البريطانيون السلف السابق للإقليم في عام 1901، واسموه "المقاطعة الحدودية الشمالية الغربية" بسبب وقوع الإقليم في شمال غرب الراج البريطاني، واستمر هذا الاسم بعد تأسيس باكستان. طالب حزب عوامي الوطني البشتوني المحلي بتغيير الاسم إلى "بختونخوا"،  بسبب أن الأقاليم الباكستانية الأخرى سُمّيت على اسم الأعراق الرئيسة التي تسكنها، مثل البنجاب والسند وبلوشستان.
عارضت الرابطة الإسلامية الباكستانية (ن) هذا الاقتراح في البداية فقد رأت أن الاسم المقترح لا يعكس تنوع أعراق الإقليم، فلا يعبر الاسم عن الهزارة متحدثي لغة الهندكو. في النهاية أُدرج كلمة خيبر في الاسم لتعكس موقع المقاطعة وأهمية ممر خيبر الذي يربط باكستان بأفغانستان، وبهذا أصبح الاسم الرسمي للإقليم "خيبر بختونخوا".

### جهود تغيير الاسم
وافقت الجمعية الدستورية المنتخبة في المقاطعة على اسم "بختونخوا" بأغلبية الأصوات في عام 1997. لكن رفض حزب الرابطة الإسلامية الباكستانية (ن) هذا الطلب ودعاهم رئيس الوزراء نواز شريف إلى اقتراح اسم آخر "غير مثير للجدل". رأى أعضاء الحزب أن "سرهد" اسم مناسب للمقاطعة، أو قد يستخدم اسم "خيبر" أو "أباسين". دعا رئيس وزراء الإقليم سردار مهتاب أحمد خان إلى إجراء استفتاء لتحديد الاسم، لكن قيادة حزب الشعب الوطني رفضت الاقتراح وانسحبت من الحكومة الاتحادية وحكومة المقاطعات.
عاد حزب الشعب الباكستاني واقترح تغيير اسم المقاطعة إلى "بختونخوا" في مايو 2008. لكن حزب الرابطة الإسلامية ذو الشعبية الكبيرة في منطقة الهزارة عارض التغيير بحجة أنه يستند إلى "أسس عرقية". ذكر الرئيس الباكستاني آصف علي زرداري اسم "بختونخوا" في الجمعية العامة للأمم المتحدة في 26 سبتمبر 2008، أضاف هذا الفعل بعدًا جديدًا للنقاش حول اسم الإقليم.

### معارضة تغيير الاسم
قوبل تغيير اسم المقاطعة في 2010 بمعارضة شديدة من سكان منطقة هزارة، اندلعت احتجاجات واسعة في المنطقة تخللتها إضرابات وإغلاق الطرق. أصبحت مدينة أبوت آباد المركز الرئيسي لهذه الحركة الاحتجاجية. أطلقت شرطة خيبر بختونخوا في 10 أبريل النار على متظاهرين غير مسلحين، أسفرت عن مقتل 7 أشخاص وإصابة العشرات. يُعتقد أن أوامر إطلاق النار صدرت عن حكومة حزب عوامي الوطني الائتلافية في خيبر بختونخوا. هذه الحادثة واحدة من أبرز وقائع وحشية الشرطة في باكستان في السنوات الأخيرة.
علق عارف نظامي قائلاً: "لقد فتح هذا الوضع بالفعل صندوق باندورا، حول هشاشة النظام السياسي في باكستان. نحن الآن أمام قضايا متعددة مثل الهوية والنزاعات العرقية والحكم الذاتي في الإقليم. بينما هناك تحديات متعلقة بالقضايا الدينية والإرهاب. إنه وضع شديد الخطورة".

### الأسماء المقترحة
اقترحت العديد من الأسماء الأخرى للإقليم، هدفت تلك المقترحات لتجنب أو تحقيق التوازن بين الدلالات العرقية المرتبطة باسم بختونخوا.

#### غاندارا
اقترحت الرابطة الإسلامية الباكستانية (ن) تسمية الإقليم باسم "غاندارا". كانت غاندارا حضارة هندو آرية قديمة تمركزت في مناطق الإقليم الحالي، وامتدت إلى وادي بيشاور ووادي سوات، وكان لها تأثير ثقافي أكبر امتد إلى نهر السند ومنطقة تاكسيلا في هضبة بوتوهار ووادي كابل في أفغانستان وإلى سلسلة جبال قراقرم في الشمال.
ذُكرت غاندارا في النصوص القديمة مثل ريجفيدا، وكانت واحدة من الماهاجاناباد الستة عشر. لعبت تلك الحضارة دورًا محوريًا في انتشار البوذية، وكانت مركزًا للبوذية الإغريقية في فترة حكم المملكة الهندية الإغريقية، وللبوذية الغاندهارية تحت حكم سلالات الهنود السكثيون والبارثيين والكوشان. كما كانت غاندارا نقطة انطلاق لانتشار البوذية إلى آسيا الوسطى وشرق آسيا. كانت لغة المنطقة "غانداري" لغة مشتركة للتواصل الثقافي والتجاري في تلك الحقبة.

#### هزارة بختونخوا
اقترح بعض الهزارة أن الإقليم يجب أن يسمى "هزارة بختونخوا"، للإِشارة إلى منطقة ومجتمع الهزارة. اعترض آخرون على تغيير الاسم لأن الناس اعتادوا على اسم المقاطعة الحدودية الشمالية الغربية وبالتالي فإن تغيير الاسم غير مستحب.

## التاريخ
كان ممر خيبر الطريق الاستراتيجي والتجاري لتواصل حضارة وادي السند (3300-1700 قبل الميلاد) مع الإمبراطوريات المجاورة. بدأت الشعوب الهندية الإيرانية بالدخول إلى المنطقة من آسيا الوسطى عبر ممر خيبر بداية عام 1500 قبل الميلاد.
ذكرت منطقة غاندارا في النصوص الفيدية مثل الريجفيدا (حوالي 1500-1200 قبل الميلاد)، وكذلك في كتاب أبستاق الزرادشتي إذ وُصفت المنطقة بأنها سادس أجمل مكان على وجه الأرض خلقه أهورامازدا. كانت غاندارا واحدة من ماهاجانابادا الستة عشر العصر الفيدي. ذُكرت المنطقة مرارًا في الملاحم الفيدية مثل الريجفيدا والرامايانا والماهابهاراتا، وهي وطن الأميرة غندهاري الشهيرة من مملكة غاندارا.

### التاريخ القديم

#### غزو الإسكندر الأكبر
عبر الإسكندر الأكبر سلسلة جبال هندو كوش واتجه نحو نيقية في ربيع عام 327 قبل الميلاد، ثم انضم إليه ملك تاكسيلا أومفيس والعديد من الزعماء الآخرين. قسّم الإسكندر جيشه، فأرسل جزءًا منه إلى وادي نهر كابل وقاد هو بنفسه قوات الخفيفة نحو مناطق باجور وسوات. أوعز لكراتيروس بتحصين وإعادة توطين أريغايون (التي يُعتقد أنها في باجور)، بعدما أحرقها سكانها وهجروها. واصل الإسكندر تقدمه، فعبر نهر جورايوس (بانجكورا) ودخل أراضي أساكينوي، فحاصر ماساغا واستولى عليها بعد قتال عنيف. كما سقطت أمامه مدن أخرى مثل أورا وبازيرا (ربما بازار)، وفرّ أهل بازيرا إلى صخرة أورنوس. استسلمت بيوكيلاوتيس (هاشتناجار الحديثة، شمال غرب بيشاور)، وعيّن الإسكندر نيكانور المقدوني مرزبانًا للمنطقة الواقعة غرب نهر السند.

#### الإمبراطورية الماورية
أسس  تشاندراغبت موريا الإمبراطورية الماورية وأسقط إمبراطورية ناندا. احتكت الإمبراطورية الماورية مع الدولة السلوقية عندما حاول الجنرال سلوقس غزو شبه القارة الهندية مجددًا عبر ممر خيبر واستعادة الأراضي التي كان قد غزاها الإسكندر، لكنه فشل في السيطرة عليها بالكامل. انتهت الحرب بهزيمة سلوقس وتنازله عن أراضي آريا وأراكوسيا وغاندارا وغيدروسيا للموريين مقابل تحالف الدولتين والزواج و500 فيل.
تابع بيندوسارا، ابن تشاندراغبت، توسيع الإمبراطورية. اعتنق أشوكا حفيد تشاندراغبت هو الذي اعتنق البوذية وجعلها الدين الرسمي للدولة أدى ذلك إلى انتشارها في غاندارا وباخلي (الهزارة الحديثة)، كما يتضح من النقوش الصخرية في شاهبازجارهي ومانسيرا.

#### الهنود السكيثيون
ينحدر الهنود السكيثيون من السكيثيين الذين هاجروا من آسيا الوسطى إلى جنوب آسيا بين منتصف القرن الثاني قبل الميلاد والقرن الأول قبل الميلاد. تمكنوا من إسقاط المملكة الهندية الإغريقية وحكموا مملكة امتدت من غاندارا إلى ماثورا. لكن تراجعت قوة حكام الساكاس بعد هزيمة شاندراجوبتا الثاني حاكم إمبراطورية غوبتا لهم في القرن الرابع.

#### الإمبراطورية الكوشانية
أجبر بدو شيونغنو شعب اليوجيون على الهجرة من آسيا الوسطى إلى الجنوب، قاد الشعب في الهجرة كادفيسيس الأول زعيم مجموعة كوشان، الذي بسط سيطرته على أراضٍ شاسعة امتدت جنوبًا إلى وادي كابل. واصل ابنه كادفيسيس الثاني التوسع فغزا شمال غرب الهند. أبرز خلفائهم كان الملوك الهندوس الأسطوريون مثل كانيشكا وهوفيشكا وفاسوشكا أو فاسوديفا. بلغت الدولة أوج قوتها في عهد كانيشكا إذ  امتدت شرقًا حتى بنارس وجنوبًا حتى مالوا، هذا غير سيطرته على باختر ووادي كابل. لا يوجد تاريخ دقيق حول موعد سقوط الإمباطورية، إلا أنه من المؤكد أن حكمهم استمر حتى أوائل دخول المسيحية للهند. بدأت الدولة تضعف في عهد الملك فاسوشكا.

#### سلالة شاهي

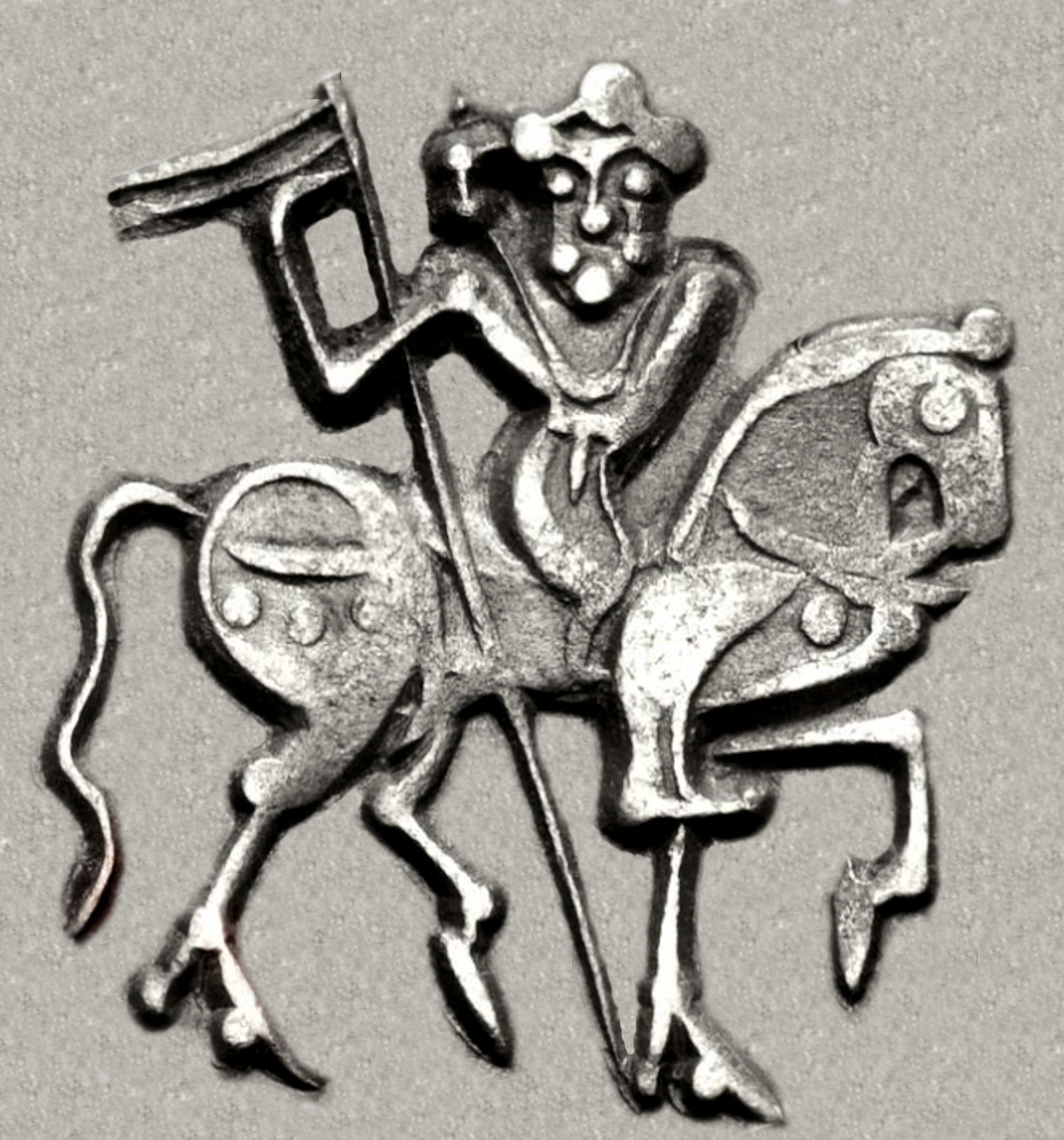
عملة تعود لفترة حكم سلالة شاهي عليها فارس.

حكم الشاهيون الأتراك منطقة غاندارا حتى عام 870 عندما أُطاح بهم الشاهيين الهندوس، الذين يُعتقد أنهم من قبيلة أوهي من شعب أوديانا (سوات الحديثة)، توجد روايات أخرى تذكر أنهم من البراهمة أو الكشاتريا.
قام ملك السلالة الأول كالار بنقل العاصمة من كابول إلى أوداباندابورا (قرية هوند الحديثة) لتكون مركز حكمه الجديدl.  حكمت مملكة الشاهيين الهندوسية في أوج ازدهارها وادي كابل وغاندارا وغرب البنجاب تحت حكم عهد جايابالا، الذي رأي في الدولة الغزنوية تهديدًا فحاول غزو عاصمتهم غزنة. هزام سبكتكين جايابالا وأجبره على دفع تعويضات، لكنه قاتله مرة أخرى ليخسر حكم المنطقة الواقعة بين وادي كابل ونهر السند.
هاجم السلطان محمود الغزنوي أرض السلالة في عام 1001 وهزم جايابالا قرب بيشاور، الذي انتحر بسبب شعروه بالعار. خلفه ابنه أناندبالا الذي قاد عدة حملات فاشلة ضد الغزنويين. أخيرًا تراجع الحكام الهندوس إلى تلال كشمير سيواليك وانتهى لحكمهم للمنطقة.

### العصور الوسطى

#### بداية الحكم الإسلامي
تمكن محمود الغزنوي من السيطرة على جنوب خيبر بختونخوا بعد معركة بيشاور، كما شن غارات على مناطق البشتون في عامي 1024 و1025. حكم أحفاده المنطقة حتى عام 1179 عندما استولى محمد الغوري على بيشاور وضَمَّها للدولته. خلفت سلطنة دلهي الغوريون في حكم المنطقة إذا حكمتها سلالات السلطنة الخمس: المماليك (1206–1290) والخلجية (1290–1320) والتغلقية (1320–1414) وبنو سيد (1414–1451) واللودهيون (1451–1526).
أصبح البشتون قوة سياسية بارزة في أواخر القرن الرابع عشر وتمركزوا جنوب كوهات. بدأت قبائل يوسفزي الهجرة من وديان كابل وجلال آباد إلى وادي بيشاور، وتزاحموا مع قبائل السواتي وقبائل ديلازاك البشتونية التي أجبرت على الهجرة إلى منطقة الهزارة.

#### سلطنة مغول الهند

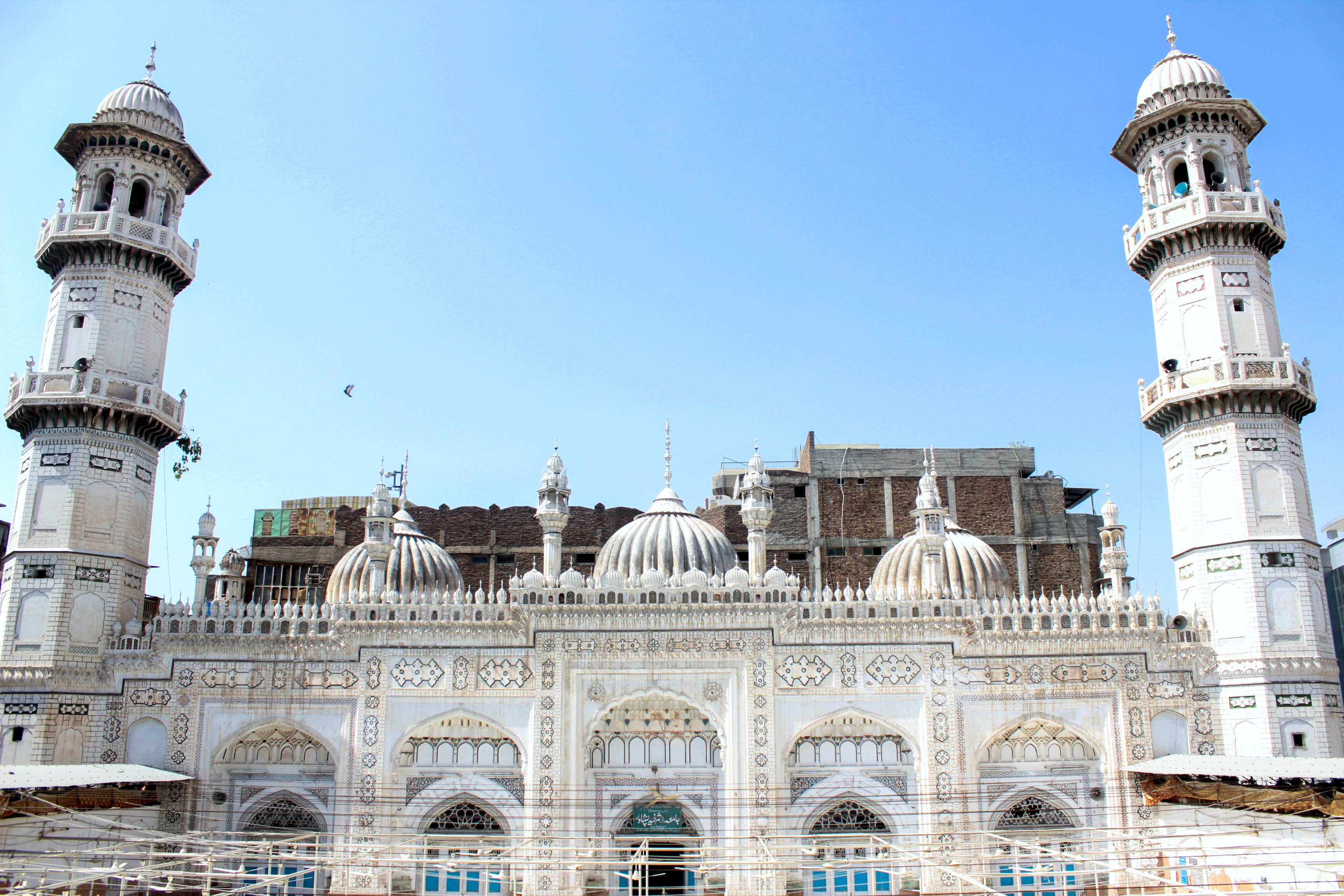
الواجهة الرخامية البيضاء لمسجد محبت خان واحدة من أكثر المعالم السياحية شهرة في بيشاور، بني في عام 1630 في الفترة المغولية.

سيطر المغول على منطقة خيبر بختونخوا جزئيًا بعد غزو السلطان المغولي ظهير الدين بابر مؤسس الدولة لها عام 1505 م عبر ممر خيبر. كانت المنطقة خط الدافع الأول للسلطنة ضد دولة الشيبانيين الأوزبك. استولت قوات اللودهيون على المنطقة ثم عاد بابر وأخذها منهم في يوليو 1526. لكن لم تخضع المنطقة أبدا خضوع تام للمغول.
انتفضت قبائل يوسفزي في ثورة يوسفزاي عام 1667، وواجهت كتائب المغول في بيشاور وأتك. كما ثارت قبائل الأفريدي على حكم أورنكزيب في ثورة أفريدي في سبعينيات القرن السابع عشر، إذ أغلقت ممر خيبر أمام طرق التجارة المربحة بعد أن ذبحت كتيبة مغولية هناك عام 1672. غزا أونكزيب المنطقة بحملة قادها بنفسه في عام 1674، واستعان بإغراء زعماء القبائل لإنهاء التمرد. كانت خوشحال خان ختك الملقب بـ "أبو الأدب البشتو" شخصية بارزة في تلك الفترة. فقد شاعرًا ومحاربًا شارك ضد المغول وخلّد بطولات محاربي البشتون المتمردين في قصائده.
استولت الجيوش الأفشارية بقيادة نادر شاه على بيشاور في 18 نوفمبر 1738 من الحاكم المغولي نواب ناصر خان أثناء غزوه لدولة مغول الهند، منهيًا بذلك حكم سلطنة المغول للمنطقة.

### الدولة الدرانية

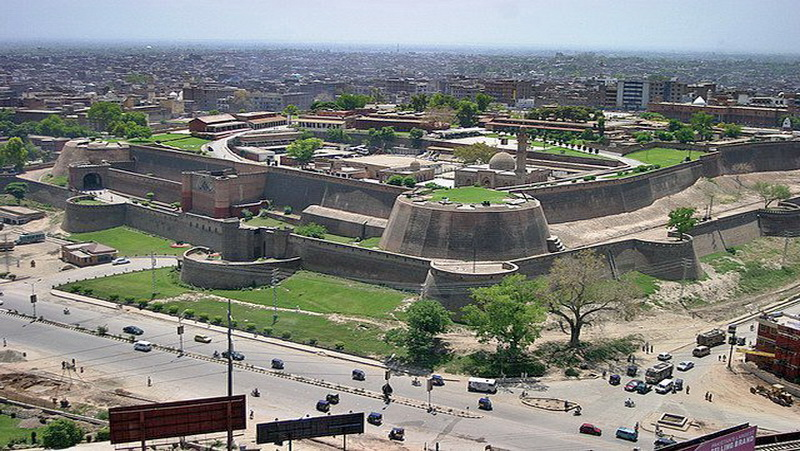
قلعة بالا حصار في بيشاور، والتي كانت المقر الملكي للدولة.

ضم أحمد شاه الدراني منطقة بيشاور لدولته بعد اجتماع كبير للقادة المعروف باللويا جركة. وافق السلطان المغولي في عام 1749 على التنازل عن السند والبنجاب ومنطقة نهر السند المهمة لأحمد شاه، مقابل ألا يغزو دلهي عاصمته. واصل أحمد شاه توسيع نفوذه حتى سيطر كل منطقتي كشمير والبنجاب. غزا أحمد شاه دلهي ونهب مدينة ماثورا في عام 1757.
تمكن الماراثا الهندوس من السيطرة على المنطقة لفترة قصيرة بعد معركة بيشاور عام 1758، لكن حكمهم استمر فقط أحد عشر شهرًا، وعادت الدولة الدرانية لحكم المنطقة في أوائل عام 1759.
قام تيمور شاه بإحياء تقليد تغيير العاصمة فاكنت كابل العاصمة الصيفية وبيشاور العاصمة الشتوية. كانت بيشاور ساحة صراع بين الملك محمود شاه الدراني وأخيه غير الشقيق شجاع شاه الدراني، أُعلن شاه شجاع ملكًا في عام 1803 واستعاد حكم بيشاور من محمود.
أرسل البريطانيون أول مبعوث لهم إلى بلاط شاه شجاع في بيشاور في عام 1809، وهي أول بداية العلاقات الدبلوماسية بين البريطانيين والأفغان. تحالف محمود شاه مع قبائل باركزاي البشتونية وفي عام 1809 جمع جيشًا لاستعادة بيشاور من أخيه غير الشقيق. نجح محمود شاه في فعل ذلك وعاد لحكم الدولة واستمر حكمه حتى عام 1818.

### التاريخ الحديث

#### الراج البريطاني

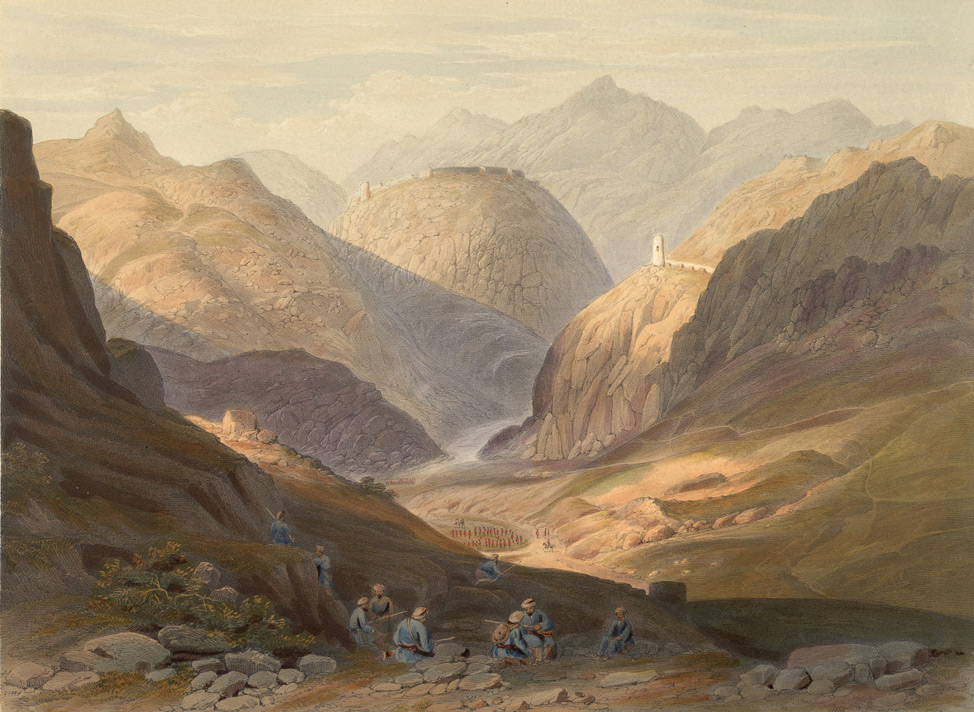
لوحة لممر خيبر من الحقبة الاستعمارية من رسم جيمس راتراي في عام 1848.

غزا رانجيت سينغ بيشاور في عام 1818 واستولى عليها من الدولة الدرانية. استحوذت إمبراطورية السيخ على الأجزاء السفلى من منطقة خيبر بختونخوا بعد حملة جيوش هاري سينغ نالوا.
هزمت شركة الهند الشرقية البريطانية السيخ في حرب السيخ الثانية في عام 1849 ودمجت أجزاء صغيرة من المنطقة في مقاطعة البنجاب. كانت بيشاور موقعًا لثورة صغيرة ضد البريطانيين خلال ثورة عام 1857، إلا أن قبائل البشتون في المنطقة بشكل عام كانت محايدة أو داعمة للبريطانيين بسبب كراهيتهم للسيخ. لكن واجهت السيطرة البريطانية تحديات من رجال قبائل وزيرستان وقبائل بشتونية أخرى الذين قاوموا الاحتلال الأجنبي حتى قيام باكستان. خط البريطانيون خط ديورند الذي سيصبح حد الراج مع أفغانستان في عام 1893 بموجب معاهدة وافق عليها الملك الأفغاني عبد الرحمن خان بعد الحرب الإنجليزية الأفغانية الثانية. عبر بعض رجال القبائل من أفغانستان خط ديورند في عام 1917 أثناء الحرب العالمية الأولى لمهاجمة المواقع البريطانية في محاولة لاستعادة الأراضي التي خسرتها باكستان في الحرب الثانية وإضعاف شرعية الحدود. أكدت الحكومة الأفغانية صلاحية خط دوراند في عام 1919 بتوقيع معاهدة راولبندي التي أنهت الحرب الإنجليزية الأفغانية الثالثة وهي الحرب التي تحالف فيها رجال قبائل وزيرستان مع قوات ملك أفغانستان أمان الله ضد الحكم البريطاني.
قام البريطانيون بإنشاء مشاريع كبيرة للأشغال العامة في المنطقة، منها مد سكة حديد شبه الجزيرة الهندية الكبرى إلى المنطقة، وبناء جسر أتوك والجامعة الإسلامية وسكة حديد خيبر وإنشاء معسكرات للبريطانيون في بيشاور وكوهات ومردان ونوشيرا. قام البريطانيون فصل تقسيم الأجزاء الشمالية الغربية من مقاطعة البنجاب في عام 1901 لتشكيل مقاطعة الحدود الشمالية الغربية.

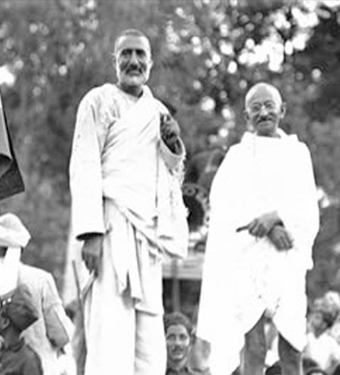
عبد الغفار خان ومهاتما غاندي

كانت هناك وزارة حزب المؤتمر تحكم مقاطعة الحدود الشمالية الغربية فترة الاستقلال، وكان يقود تلك الوزارة قادة بشتونيون علمانيون (مثل خان عبد الغفار) كانوا يفضلون الانضمام إلى الهند بدلاً من باكستان. كما كانت القيادة البشتونية العلمانية ترى أنه في حال عدم إمكانية الانضمام إلى الهند، فإنها ستتبنى فكرة إنشاء دولة بشتونية مستقلة بدلاً من الانضمام إلى باكستان.
أعلن ميرزالي خان وخان عبد الغفار وغيرهم من قادة خدي خدمتجار قرار بانو في يونيو 1947، مطالبين بمنح البشتون خيار إقامة دولة مستقلة تشمل جميع الأراضي ذات الأغلبية البشتونية في الهند البريطانية. رفض الراج البريطاني قبول هذا الطلب، فكان الخيار الوحيد المتاح لهم هو الانضمام إما إلى الهند أو باكستان. كان القوميون البشتون حتى ذلك الوقت يدافعون عن فكرة الهند الموحدة، ولم تكن هناك أي أصوات بارزة تدعو إلى الاتحاد مع أفغانستان.
كانت هناك توترات أخرى في المنطقة أيضا بين المسلمين والهندوس أو بين رجال القبائل البشتونية وحكومة الراج، مثل حادثة بانو المتخلف عليها بين المسلمين والهندوس. تأججت هذه التوترات حتى أصبحت معادة بين الطرفين. بدأ غالبية العلماء في المقاطعة في دعم فكرة الرابطة الإسلامية بإنشاء باكستان.
أجرى البريطانيون استفتاء في المقاطعة قبل التقسيم لمعرفة لاختيار الناخبين هل هو الانضمام إلى الهند أم إلى باكستان. بدأ الاقتراع في 6 يوليو 1947 وأُعلنت نتائجه في 20 يوليو 1947. كان هناك 572,798 ناخبًا مسجلًا منهم 289,244 (99.02%) صوتوا لصالح الانضمام باكستان، بينما صوت 2,874 (0.98%) لصالح الانضمام للهند. أكدت الرابطة الإسلامية صحة النتائج، مشيرة إلى أن أكثر من نصف الناخبين المؤهلين أيدوا الانضمام إلى باكستان.
قاطع رئيس الوزراء آنذاك الدكتور خان عبد الجبار خان مع شقيقه باشا خان وخدي خدمتجار الاستفتاء، لرغبتهم بوجود خياري استقلال شمال غرب باكستان أو الانضمام إلى أفغانستان في الاستفتاء. كان لمقاطعتهم تأثير ملحوظ، إذ أفادت التقديرات أن نسبة الإقبال على الاستفتاء كانت أقل بنسبة 15% مقارنة بالإقبال في انتخابات عام 1946.
تعهد باشا خان بالولاء لدولة باكستان الجديدة في عام 1947، متخليًا عن هدفه في استقلال بشتونستان والهند الموحدة، وتحول إلى دعم زيادة الحكم الذاتي لشمال غرب باكستان داخل باكستان. اعتقل باشا خان عدة مرات لاحقًا بسبب معارضته للحكم المركزي القوي. صرح لاحقًا بأن "الحكومات المتعاقبة في أفغانستان استغلت فكرة القومية البشتونية فقط لأغراضها السياسية".

#### ما بعد الاستقلال
توجد توترات إقليمية بين باكستان وأفغانستان منذ أن صوتت أفغانستان ضد انضمام باكستان إلى الأمم المتحدة في عام 1948 (الدولة الوحيدة المعترضة) بسبب مطالبها بالأراضي البشتونية الواقعة على الجانب الباكستاني من خط ديورند. أعلن اللويا جيرغا الأفغاني في عام 1949 أن خط ديورند باطل. رفضت الحكومات الأفغانية على مر السنين الاعتراف بوراثة باكستان للمعاهدات البريطانية المتعلقة بالحدود، ورفضت اتفاقيات الحكومات الأفغانية بعد الحرب الإنجليزية الأفغانية الثانية ومعاهدة  إنهاء الحرب الإنجليزية الأفغانية الثالثة. كما استمرت أفغانستان بالمطالبة بالمنطقة بالكامل لأنها كانت جزءًا من الدولة الدرانية قبل غزو السيخ للمنطقة في عام 1818.
دعمت أفغانستان حركة بشتونستان الانفصالية في الخمسينيات، إلا أنها الفكرة فشلت في جذب اهتمام قبائل المقاطعة الحدودية الشمالية الغربية. كل ما سبق كان أهم الأحداث المسببة للتوترات الإقليمية بين البلدين.

## الجغرافية

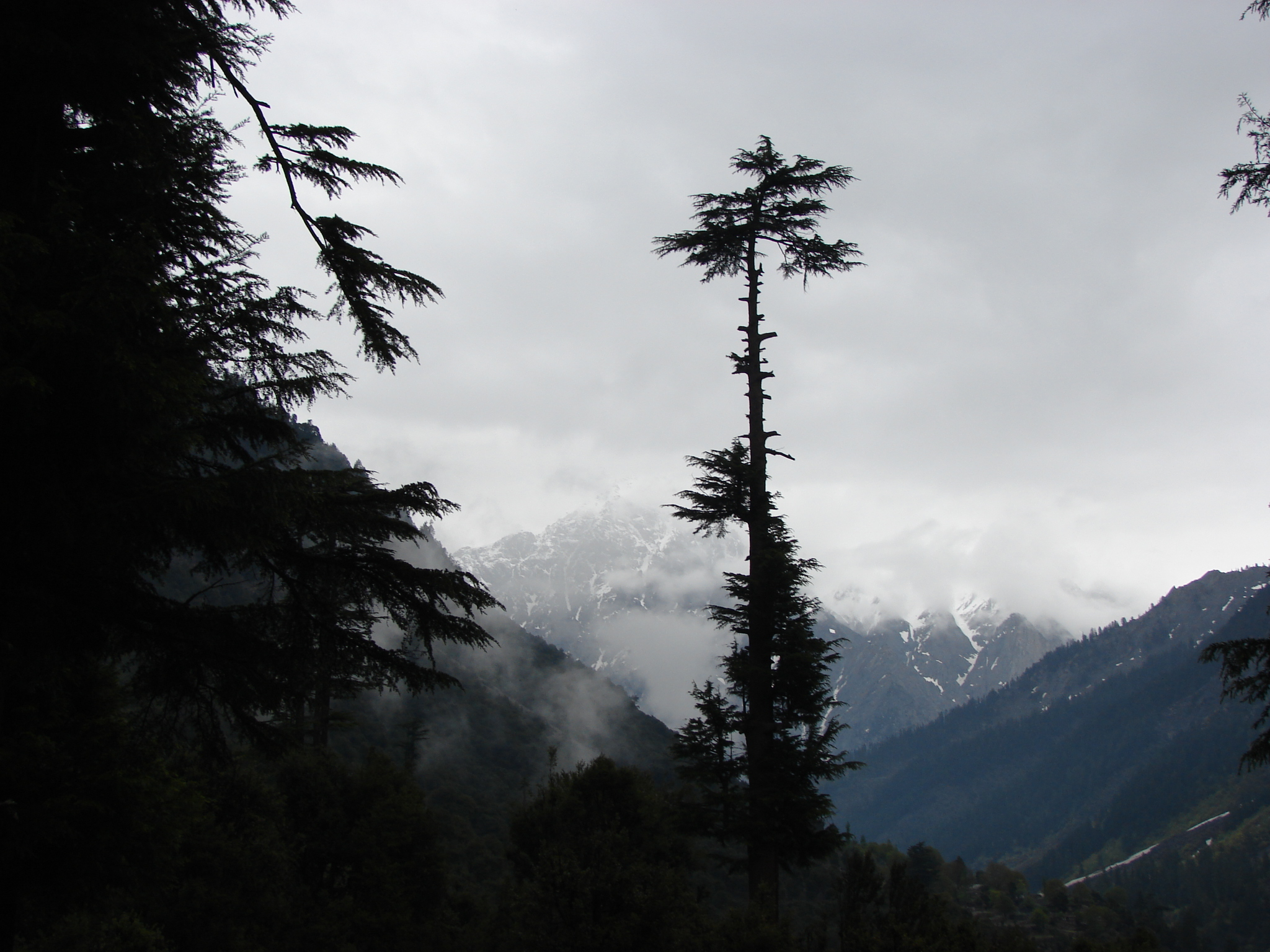
أوشو وادي سوات

تبلغ مساحة الإقليم 39,282 ميل مربع أو (101,741 كم²). يقع الإقليم في الهضبة الإيرانية ويضم نقطة الاتصال التي تلتقي عندها سفوح جبال هندوكوش في منطقة صفيحة أوراسيا والتي تتصل بتلال السند المائية التي تصل جنوب آسيا. وقد تسبب هذا الموقع في حدوث نشاط زلزال في الماضي. ويربط ممر خيبر الشهير الإقليم بأفغانستان، في حين أن جسر كوهالا في دائرة باكوت أبوت آباد يُعد نقطة عبور رئيسية عبر نهر جيلوم في الشرق.
وتختلف المنطقة في تضاريسها من المناطق الصخرية الجافة في الجنوب إلى الغابات والسهول الخضراء في الشمال. ويمكن أن يكون المناخ متطرفًا مع ارتفاع درجات الحرارة بشكل كبير في فصل الصيف إلى برد قارص في الشتاء. وعلى الرغم من التباين الشديد في الظروف المناخية، تظل الزراعة أمرًا هامًا وحيويًا في المنطقة.

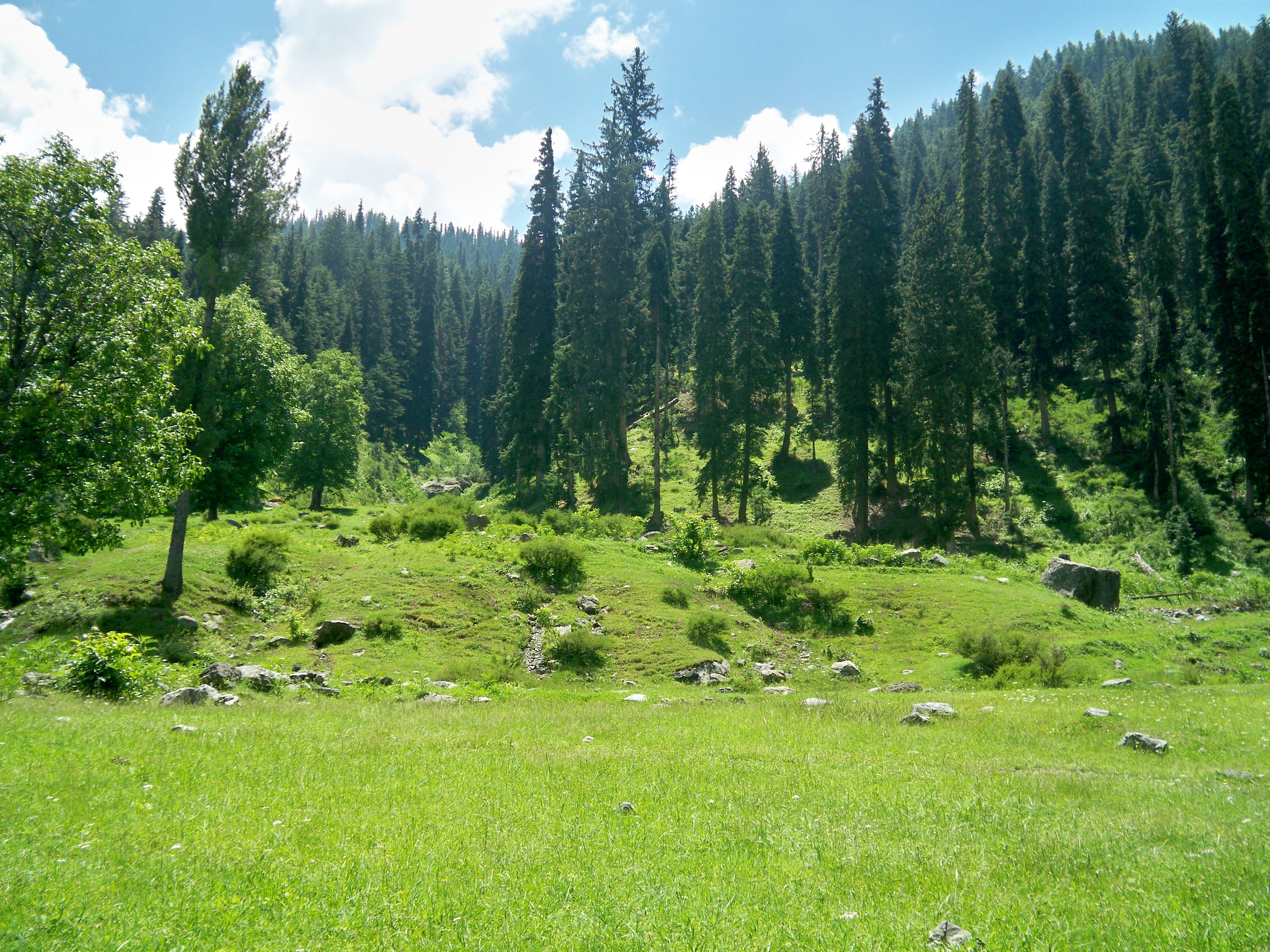
في الطريق إلى بحيرة شاهي باغ، وادي سوات

وتشتهر التضاريس الجبلية لوادي كلام ودير العليا وسوات وناران وكاغان بجمالها وتجذب العديد من السياح من المناطق المجاورة ومن جميع أنحاء العالم. وتشتهر سوات بين السياح باسم «سويسرا جنوب آسيا» حيث هناك العديد من أوجه الشبه بين الكثير من مناظرها الطبيعية وبين التضاريس الجبلية في سويسرا.

### المتنزهات الوطنية
يوجد في الإقليم 7 متنزهات وطنية.
| الاسم                        | الصورة | الموقع                    | تاريخ الإنشاء | المساحة (هكتار) | الحيوان التي تعيش في المنتزه |
| ---------------------------- | ------ | ------------------------- | ------------- | --------------- | --- |
| Ayubia National Park         |        | Abbottabad District       | 1984          | 3,122           | نمر هندي وقط نمري وخز أصفر الحلق وزباد النخيل الآسيوي وزباد النخل المقنع ومكاك ريسوسي وRed giant flying squirrel وحرجيل وتدرج كاليج |
| Chitral Gol National Park    |        | Lower Chitral District    | 1984          | 7,750           | مارخور وأوريال ونمر الثلوج ونمر الأناضول ووشق تركستاني ودب بني هملائي وحجل شقر وحجل ثلجي وقوقل الهيمالايا ‏ ودب أسود هملائي          |
| Broghil Valley National Park |        | Upper Chitral District    | ‍              | 134,744         | وعل سيبيري وأيل هملايا المسكي ودب بني هملائي ومرموط طويل الذيل                                                                      |
| Sheikh Badin National Park   |        | Dera Ismail Khan District | 1999          | 15,540          | نمر الأناضول وذئب إيراني وثعلب البنغال وأوريال ومارخور وحجل شقر ورت أعفر ودراج أسود ودراج رمادي                                     |
| Saiful Muluk National Park   |        | Mansehra District         | 2003          | 12,026          | دب أسود هملائي وخز أصفر الحلق وزباد النخل المقنع وغورال الهملايا وأيل هملايا المسكي ووعل سيبيري وحنقط بهي وتدرج هتاف                |
| منتزه لولوسار دوديبات الوطني |        | Mansehra District         | 2003          | 75,058          | نمر الأناضول وخز أصفر الحلق ودب أسود هملائي ووعل سيبيري وغورال الهملايا وحنقط بهي وWestern tragopan                                 |

## المناخ
يشهد مناخ إقليم خيبر بختونخوا تباينًا كبيرًا لمنطقة بهذا الحجم، يشهد الإقليم معظم أنواع المناخ الكثيرة في باكستان. تُعتبر مقاطعة ديرا إسماعيل خان أحد أكثر الأماكن ارتفاعًا في درجات الحرارة في جنوب آسيا في حين مناخ الجبال الواقعة في الشمال يكون معتدلاً في فصل الصيف وشديد البرودة في الشتاء. والهواء جاف بشكل عام وبالتالي فإن درجة الحرارة اليومية والسنوية تكون مرتفعة إلى حد ما.
كذلك هناك تفاوت كبير في هطول الأمطار. على أن أجزاء كبيرة من خيبر بختونخوا عادة ما تكون جافة، فإن الإقليم به أيضًا أكثر المناطق هطولاً للأمطار في باكستان في أطرافه الشرقية.
يوجد ثلاث مناطق مناخية رئيسة داخل خيبر بختونخوا:

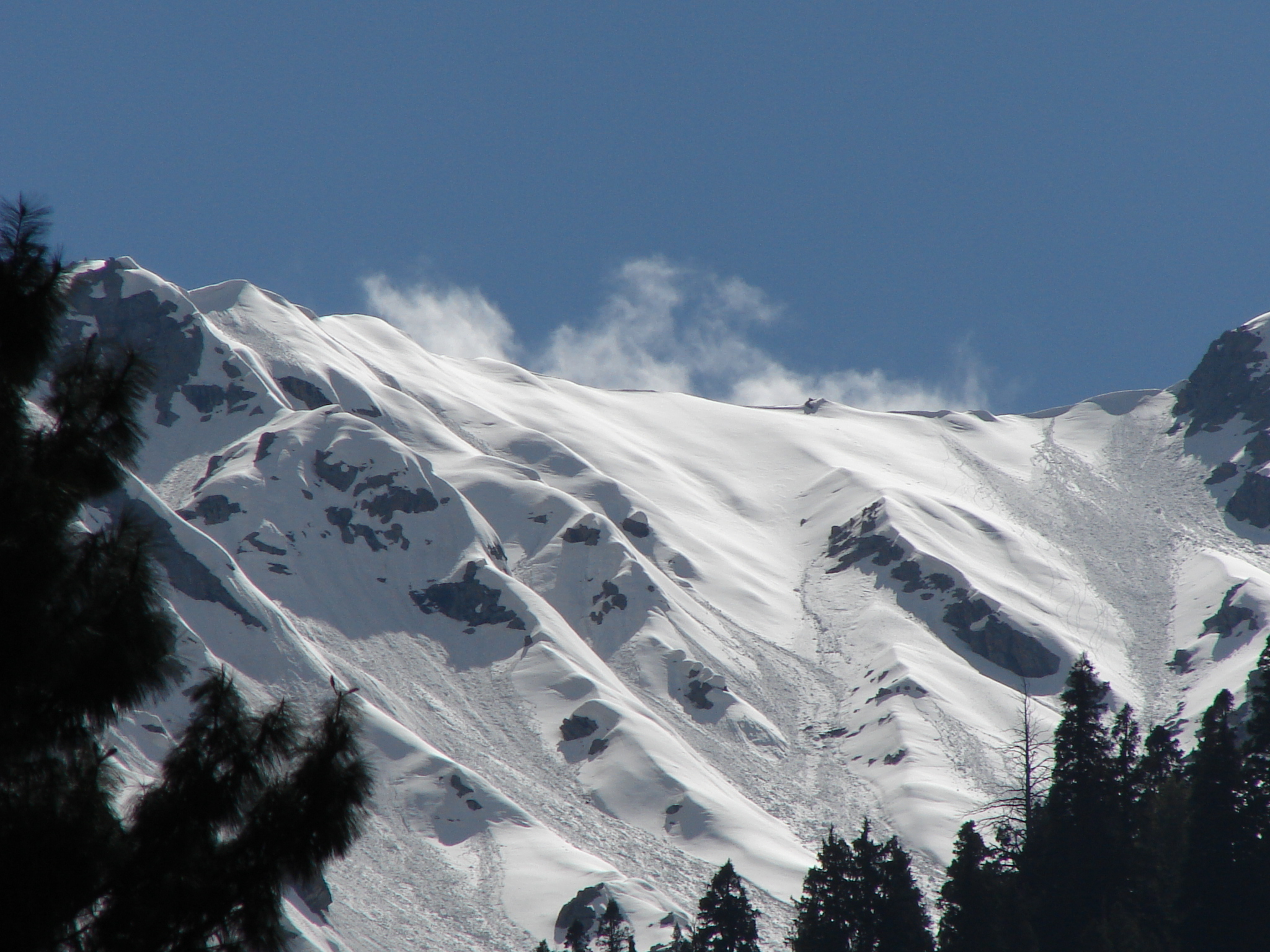
غابرال، وادي سوات

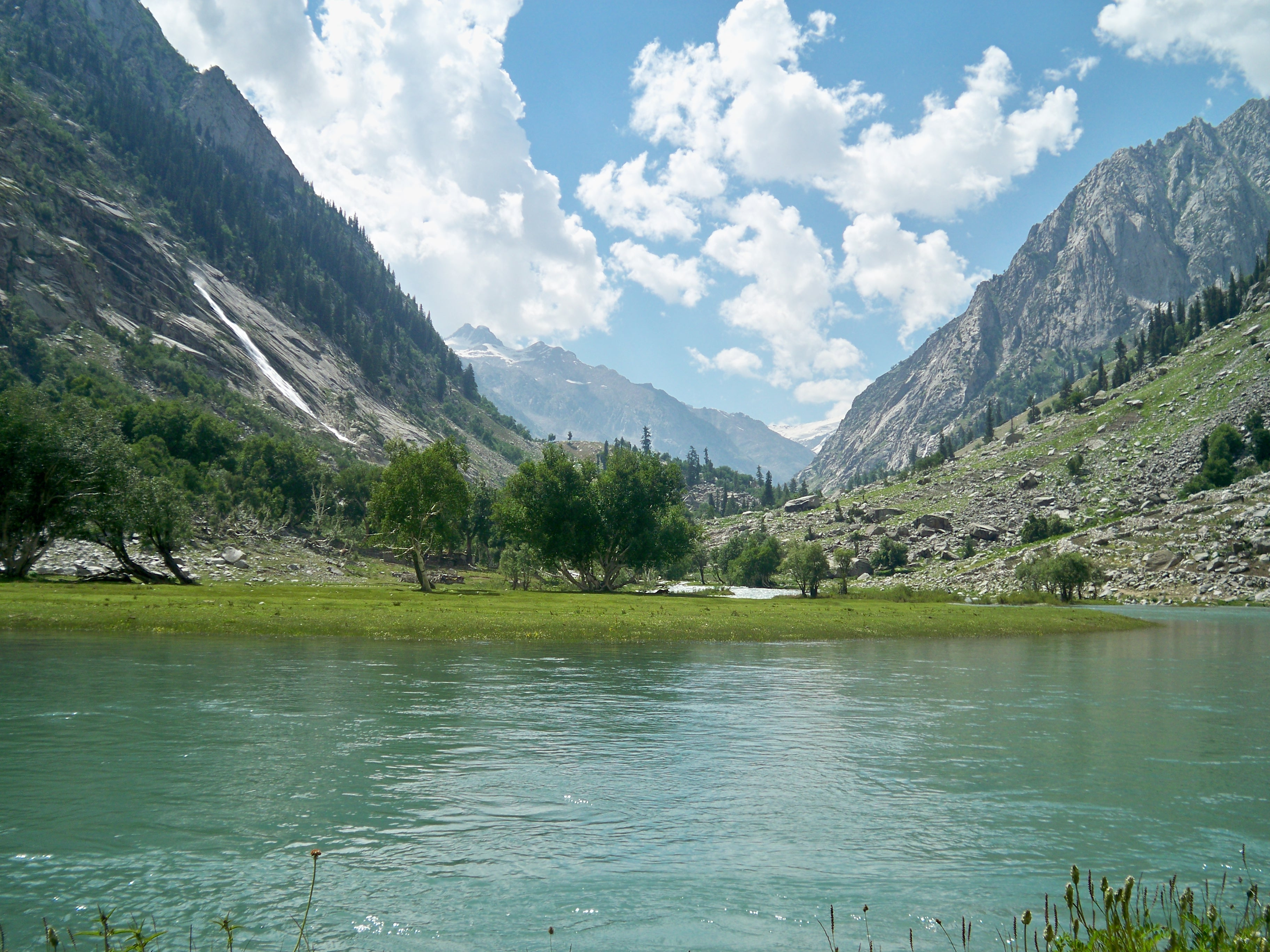
بحيرة كوندول، وادي سوات

### مقاطعة شيترال
تقع مقاطعة شيترال في مكان منعزل تمامًا عن الريح الموسمية التي تجري في شرق باكستان، بسبب موقعها الغربية نسيبًا ووقعها في ظل كتلة ناغا باربات الصخرية. ولدى مقاطعة شيترال العديد من القواسم المشتركة المناخية مع آسيا الوسطى أكثر من تلك التي بينها وبين جنوب آسيا. فصل الشتاء بارد بشكل عام في الوديان وتسقط فيه ثلوج كثيفة تغلق الطرق والممرات وعزل المنطقة عن العالم. يمكن أن تكون درجة الحرارة في فصل الصيف أعلى من درجة الحرارة في الجانب المواجه للرياح من الجبال بسبب انخفاض الغطاء السحابي: ويمكن أن تصل درجة الحرارة في مقاطعة شيترال إلى  في كثير من الأحيان خلال هذه الفترة.
تسقط الأمطار في المرتفعات المنخفضة في شيترال إما على شكل عواصف رعدية أو ثلوج خلال فصلي الشتاء والربيع، خاصة في المرتفعات المنخفضة. بناءً على ذلك، يُصنف مناخ المقاطعة ضمن مناخ البحر الأبيض المتوسط (Csa)، أو مناخ البحر الأبيض المتوسط القاري (Dsa)، أو مناخ شبه جاف (BSk). تسود الأجواء الصيفية الجافة بشدة في شمال مقاطعة شيترال، وتهطل كميات قليلة من الأمطار على المناطق الجنوبية مثل محيط دروش. تُساهم الرياح الموسمية على المناطق التي يتجاوز ارتفاعها 5,000 متر (16,400 قدم)، بما يعادل ثلث الثلوج التي تغذي الأنهار الجليدية الكبيرة في مناطق قراقرم وهندوكوش، حيث تكون هذه الارتفاعات مرتفعة جدًا لدرجة أنها غير محمية تمامًا من الرطوبة الموسمية.

### وسط خيبر بختونخوا

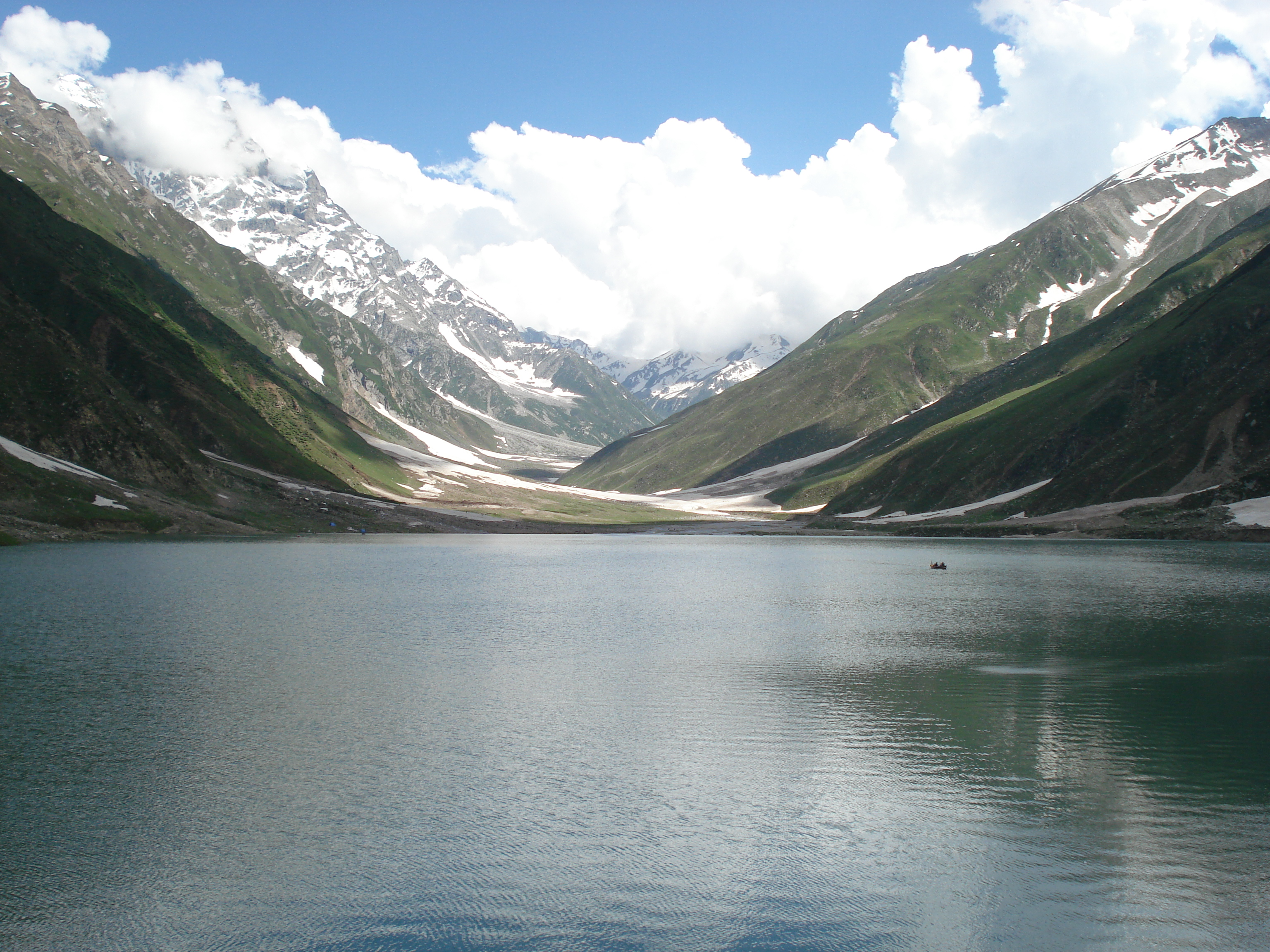
بحیرة في مانسهرہ.

تسقط كميات أمطار أكثر في جنوب ناغا باربات ومقاطعتي دير العليا والسفلى. يعود ذلك إلى وصول الرياح الرطبة القادمة من بحر العرب إلى هذه المناطق، وعند اصطدامها بالمنحدرات الجبلية تؤدي مناطق الضغط المنخفض في فصل الشتاء إلى هطول أمطار غزيرة. كما تسهم الرياح الموسمية القصيرة بقوة كبيرة في زيادة الأمطار. لذلك تُعد المنحدرات الجنوبية لإقليم خيبر بختونخوا من أكثر المناطق غزارةً في الأمطار في باكستان، إذ يتراوح معدل الهطول السنوي بين حوالي 500 مليمتر (20 إنش) في المناطق المحمية، و1750 مليمتر (69 إنش) في بعض أجزاء مقاطعتي أبوت آباد ومانسهره.
يعتبر مناخ الارتفاعات المنخفضة في هذه المنطقة على أنه شبه استوائي رطب (Cfa في الغرب وCwa في الشرق). أما في الارتفاعات العالية الجنوبية فيُصنف المناخ على أنه قاري رطب (Dfb). لكن تفتقر المنطقة بشكل عام، تشمل شيترال والمناطق الجنوبية من المقاطعة، إلى بيانات دقيقة عن المناخ للارتفاعات التي تزيد عن 2,000 متر (6,560 قدمًا).
يعتبر شهر مارس الشهر الأكثر تساقطًا للأمطار في منطقة دير بسبب الكتل السحابية الأمامية المتكررة، بينما في الهزارة أكثر من نصف الأمطار تأتي من الرياح الموسمية. وهذا يخلق حالة فريدة من نوعها تتميز بنظام سقوط أمطار ثنائي النسق، يمتد إلى الجزء الجنوبي من الإقليم على النحو المبين أدناه.

### جنوب خيبر بختونخوا
أما في جنوب خيبر بختونخوا،فدرجات الحرارة مرتفعة للغاية، وتعتبر مقاطعة ديرا إسماعيل خان واحدة من أشد المناطق حرارة في العالم، إذ تصل درجات الحرارة فيها إلى 50 درجة مئوية (122 درجة فهرنهايت). على الرغم من برودة الليالي في الأشهر الأكثر برودة وتساقط الصقيع في بعض الأحيان، إلا أن تساقط الثلوج نادر. تظل درجات الحرارة في النهار دافئة نسبيًا بسبب أشعة الشمس القوية.

## السياسة والحكومة
المجلس الإقليمي لخيبر بختونخوا هو مجلس تشريعي من غرفة واحدة يتألف من 145 عضوًا يتنخبوا لمدة خمس سنوات وفقًا للدستور. كان الإقليم معقلًا لحزب عوامي الوطني (ANP) الذي كان مواليًا لروسيا ويدعم الشيوعية واليسار والقومية. بدأ حزب الشعب الباكستاني بحصل على مقاعد في الإقليم منذ السبعينات بسبب أجندته الاشتراكية. تعتبر خيبر بختونخوا منطقة يسارية أخرى في البلاد بعد السند.
تقع السلطة التنفيذية في الإقليم على عاتق رئيس الوزراء المتنخب طريق التصويت الشعبي في مجلس الإقليم، ويُعيَّن رئيس باكستان حاكم الإقليم بناء على مشورة رئيس وزراء باكستان إلا أن منصبه شرفي. يشكل رئيس الوزراء مجلس الوزراء الإقليمي الذي يؤدي اليمين الدستورية أمام الحاكم. أما مسائل الإدارة المدنية يساعد الأمين العام رئيس الوزراء في تنفيذ سلطته لضمان تطبيق النظام والدستور.

### المقاطعات
يتكون الإقليم من المقاطعات الـ 36 مقاطعة الآتية.
- Abbottabad District
- Allai District
- Bajaur District
- Bannu District
- Battagram District
- Buner District
- Charsadda District
- Central Dir District
- Dera Ismail Khan District
- Hangu District
- مقاطعة هري بور
- Karak District
- Khyber District
- Kohat District
- Kolai-Palas District
- Kurram District
- Lakki Marwat District
- Lower Chitral District
- Lower Dir District
- Lower Kohistan District
- Lower South Waziristan District
- Malakand District
- Mansehra District
- ناحية مردان
- Mohmand District
- شمال وزيرستان
- ناحية نوشهره  [لغات أخرى]‏
- Orakzai District
- Peshawar District
- Shangla District
- Swabi District
- سوات
- Tank District
- Tor Ghar District
- Upper South Waziristan District
- Upper Chitral District
- Upper Dir District
- Upper Kohistan District

### الأقسام

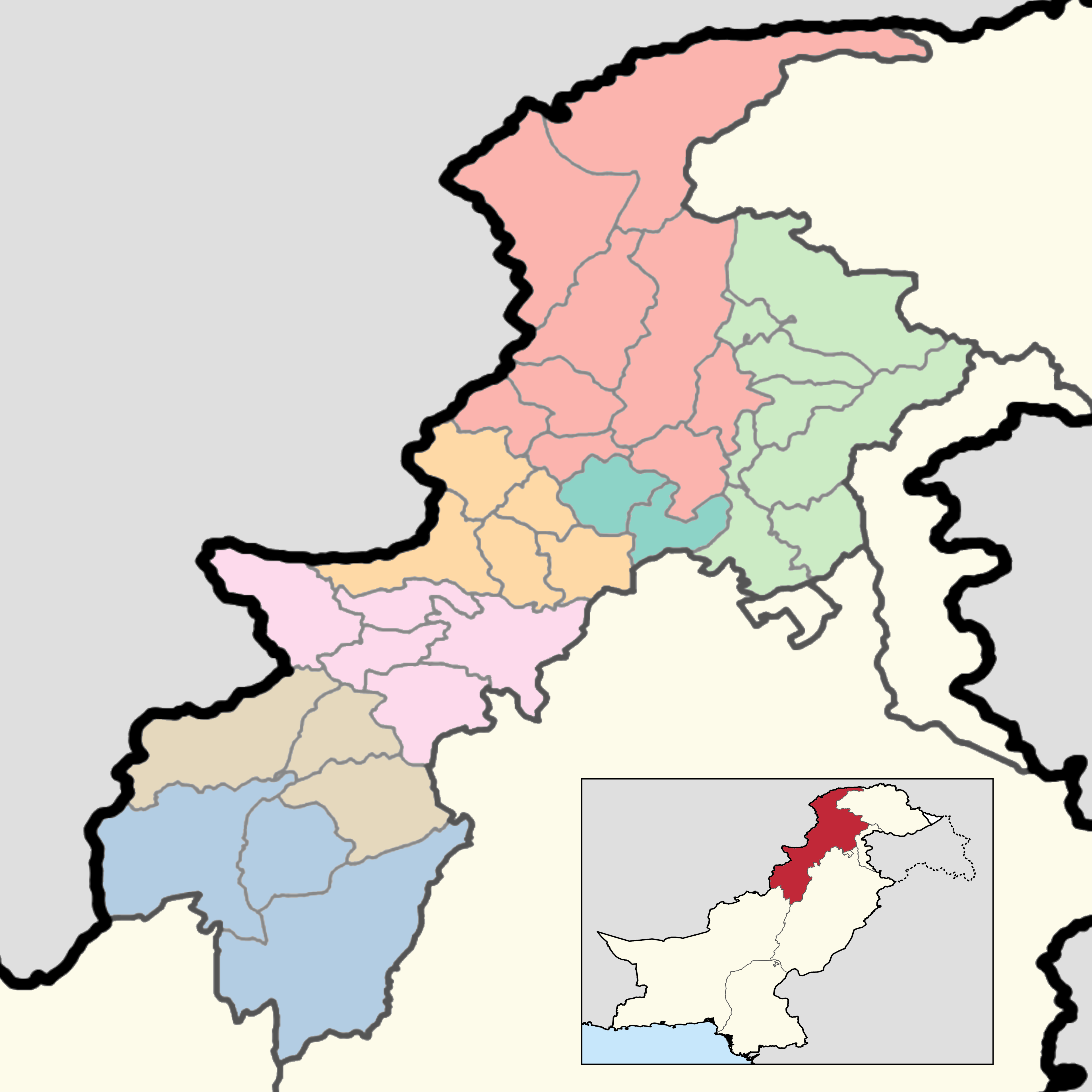
خريطة أقسام خيبر بختونخوا. الأخضر الفاتح: Hazara division
الأحمر: Malakand division
الفيروزي: Mardan division
البرتقالي: Peshawar division
الوردي: Kohat division
البني: Bannu division
الأزرق: Dera Ismail Khan division

| أقسام خيبر بختونخوا | أقسام خيبر بختونخوا | أقسام خيبر بختونخوا | أقسام خيبر بختونخوا | أقسام خيبر بختونخوا | أقسام خيبر بختونخوا |
| القسم               | السكان (تعداد 2023) | السكان (تعداد 2017) | السكان (تعداد 1998) | المساحة (كم2)       | العاصمة             |
| ------------------- | ------------------- | ------------------- | ------------------- | ------------------- | ------------------- |
| Peshawar            | 10,035,171          | 7,403,817           | 3,923,588           | 9,134               | بيشاور              |
| Malakand            | 9,959,399           | 7,514,694           | 4,262,700           | 31,162              | سيدو شريف           |
| Hazara              | 6,188,736           | 5,325,121           | 3,505,581           | 17,064              | أبوت آباد           |
| Mardan              | 4,639,498           | 3,997,677           | 2,486,904           | 3,175               | مردان               |
| Kohat               | 3,752,436           | 2,218,971           | 1,307,969           | 12,377              | كوهات               |
| Dera Ismail Khan    | 3,188,779           | 2,019,017           | 1,091,211           | 18,854              | ديرا إسماعيل خان    |
| Bannu               | 3,092,078           | 2,044,074           | 1,165,692           | 9,975               | بانو                |

## التركيبة السكانية
بلغ عدد سكان مقاطعة خيبر بختونخوا 40.9 مليون نسمة في تعداد باكستان لعام 2023، أكثر من 85٪ منهم ريفيون. زيادة عن رقم 35.5 مليون نسمة في تعداد باكستان لعام 2017.

### الأعراق
أكبر مجموعة عرقية في خيبر بختونخوا هي البشتون الذين استقروا في المنطقة منذ قرون. تُقدّر الإحصائيات أن ما يصل إلى ثلث سكان المقاطعة ليسوا من البشتون، ويتركزون بشكل رئيسي في المناطق الشمالية. الأقليات العرقية البارزة الهندكوان في الهزارة والكوهستانيين في كوهستان وكهو والكيلاش في شيترال والسرائيكيين هم أغلبية سكان منطقة ديرة إسماعيل خان الجنوبية. يقيم في الإقليم نحو 1.5 مليون لاجئ أفغاني، على أنهم يقيمون في الإقليم لأكثر من عقدين إلا أنهم ما زالوا مواطنين أفغان.

### اللغات
لغات خيبر بختونخوا (2023)
اللغة الأردية هي اللغة الوطنية والرسمية وتُستخدم كلغة مشتركة للتواصل بين أعراق الإقليم، وهي اللغة الثانية أو الثالثة عند الأعراق المتحدثة بلغات أخرى.
تذكر بيانات تعداد عام 2023 أن اللغة البشتوية هي اللغة الأكثر انتشارًا فيتحدث بها 81٪ من السكان في جميع أنحاء الإقليم. اللغات الأخرى التي يتحدث بها عدد كبير من السكان لغة الهندكو (9.39٪) والسرائيكية (3.17٪) واللغات الكوهستانية (2.45٪). يتحدث بلغة الهندكو في قسم الهزارة في الشمال الشرقي، ويتحدث باللغة السرائيكية في منطقة ديرا إسماعيل خان في أقصى الجنوب. أما اللغات الكوهستانية فهي مصطلح عام يضم العديد من اللغات التي يتحدث بها في شمال الإقليم مثل كوهستانية السند وباتيري وتشيليسو وكالامي وجاورو وتروالية ومانكيالي. اختار حوالي مليون شخص فئة "أخرى" أغلبهم متحدثي لغة كهوار في شمال غرب جبال شيترال.
وافقت حكومة الإقليم من حيث المبدأ على  في عام 2011 إدخال اللغة البشتوية والسرائيكية والهندكو وكهوار والكوهستانيية كمقررات إلزامية في المدارس الواقعة في المناطق التي يتحدث تلك اللغات بها.
| البنجابية | 1,050,061 | 53.7%  | 1,226,648 | 53.76% | 876,604   | 42.75% | 916,365   | 41.71% | 1,000,255 | 44.43% | 1,102,905 | 45.48% | 1,008,434 | 24.54% | 4,820,336  | 13.58% | 5,203,012  | 12.73% |
| اللغة البشتوية | 870,816   | 44.53% | 1,023,021 | 44.84% | 1,088,606 | 53.08% | 1,221,859 | 55.62% | 1,202,326 | 53.4%  | 1,279,471 | 52.76% | 2,875,751 | 69.98% | 28,363,363 | 79.89% | 32,919,592 | 80.57% |
| اللغة الأردية | 17,645    | 0.9%   | 15,686    | 0.69%  | 15,598    | 0.76%  | 16,995    | 0.77%  | 8,814     | 0.39%  | 19,221    | 0.79%  | 50,409    | 1.23%  | 298,319    | 0.84%  | 259,925    | 0.64%  |
| اللغة الإنجليزية | 4,554     | 0.23%  | 5,204     | 0.23%  | 4,601     | 0.22%  | 5,720     | 0.26%  | 9,762     | 0.43%  | 7,852     | 0.32%  | 125       | 0%     | —          | —      | —          | —      |
| اللغة الفارسية | 4,028     | 0.21%  | 3,962     | 0.17%  | 2,851     | 0.14%  | 3,454     | 0.16%  | 2,352     | 0.1%   | 6,030     | 0.25%  | 4,422     | 0.11%  | —          | —      | —          | —      |
| اللغة الكشميرية | 3,736     | 0.19%  | 2,218     | 0.1%   | 821       | 0.04%  | 533       | 0.02%  | 343       | 0.02%  | 1,796     | 0.07%  | —         | —      | 46,084     | 0.13%  | 6,471      | 0.02%  |
| اللغة البلوشية | 2,510     | 0.13%  | 554       | 0.02%  | 92        | 0%     | —         | —      | —         | —      | —         | —      | 4         | 0%     | 27,846     | 0.08%  | 30,636     | 0.07%  |
| اللغة النيبالية | 1,020     | 0.05%  | 2,655     | 0.12%  | —         | —      | 5,179     | 0.24%  | 4,149     | 0.18%  | 5,140     | 0.21%  | —         | —      | —          | —      | —          | —      |
| اللغة الدوغرية | 624       | 0.03%  | 336       | 0.01%  | 674       | 0.03%  | 46        | 0%     | —         | —      | —         | —      | —         | —      | —          | —      | —          | —      |
| اللغة السندية | 204       | 0.01%  | 101       | 0%     | 196       | 0.01%  | —         | —      | 7         | 0%     | —         | —      | 23        | 0%     | 32,134     | 0.09%  | 10,019     | 0.02%  |
| اللغة البنغالية | 202       | 0.01%  | 106       | 0%     | —         | —      | —         | —      | 217       | 0.01%  | —         | —      | 900       | 0.02%  | —          | —      | —          | —      |
| اللغة البلتية | 38        | 0%     | —         | —      | —         | —      | —         | —      | —         | —      | —         | —      | —         | —      | —          | —      | 858        | 0%     |
| اللغة الكجراتية | 16        | 0%     | 282       | 0.01%  | —         | —      | 97        | 0%     | 11        | 0%     | —         | —      | —         | —      | —          | —      | —          | —      |
| اللغة المراثية | 1         | 0%     | 61        | 0%     | —         | —      | 219       | 0.01%  | 1         | 0%     | —         | —      | —         | —      | —          | —      | —          | —      |
| كهوار (كهوار–Kalasha) | —         | —      | 7         | 0%     | 1         | 0%     | 41        | 0%     | —         | —      | —         | —      | 97,489    | 2.37%  | —          | —      | 5,632      | 0.01%  |
| لغات راجاستان | —         | —      | —         | —      | 53,329    | 2.6%   | 25,812    | 1.17%  | 22,637    | 1.01%  | 596       | 0.02%  | —         | —      | —          | —      | 93         | 0%     |
| Kohistani | —         | —      | —         | —      | —         | —      | 117       | 0.01%  | 222       | 0.01%  | 377       | 0.02%  | 65,647    | 1.6%   | —          | —      | 996,182    | 2.44%  |
| اللغة البراهوية | —         | —      | —         | —      | —         | —      | —         | —      | —         | —      | —         | —      | —         | —      | 70,357     | 0.2%   | 1,570      | 0%     |
| لغة شينا | —         | —      | —         | —      | —         | —      | —         | —      | —         | —      | —         | —      | —         | —      | —          | —      | 70,140     | 0.17%  |
| أخرى | 60        | 0%     | 867       | 0.04%  | 7,351     | 0.36%  | 496       | 0.02%  | 244       | 0.01%  | 1,688     | 0.07%  | 1,408     | 0.03%  | 1,843,525  | 5.19%  | 1,136,990  | 2.78%  |
| مجموع المستجيبن | 1,955,515 | 100%   | 2,281,708 | 100%   | 2,050,724 | 96.48% | 2,196,933 | 57.53% | 2,251,340 | 44.35% | 2,425,076 | 51.77% | 4,109,398 | 69.65% | 35,501,964 | 100%   | 40,641,120 | 99.47% |
| مجموع السكان | 1,955,515 | 100%   | 2,281,708 | 100%   | 2,125,480 | 100%   | 3,819,027 | 100%   | 5,076,476 | 100%   | 4,684,364 | 100%   | 5,899,905 | 100%   | 35,501,964 | 100%   | 40,856,097 | 100%   |
| ملاحظة 1: أرقام السكان قبل التقسيم مخصصة للمقاطعة الحدودية الشمالية الغربية فقط وتستثني المناطق القبلية الخاضعة للإدارة الفيدرالية (اندمجت كلتا القسمين الإداريين لاحقا لتشكيل خيبر بختونخوا في عام 2018). ملاحظة 2: البيانات اللغوية للأعوام 1951 و1998 و2017 تشمل أرقام المقاطعة الحدودية الشمالية الغربية والمناطق القبلية الخاضعة للإدارة الاتحادية. |           |        |           |        |           |        |           |        |           |        |           |        |           |        |            |        |            |        |

### الدين
الغالبية العظمى من سكان خيبر بختونخوا مسلمين سنة لكن يوجد بعض من شيعة اثنا عشرية في مناطق كُرّم وكوهات وهنغو وأوراكزاي وديرا إسماعيل خان ومردان ومناطق أخرى في وسط وجنوب الإقليم. توجد جماعة إسماعيلية تعيش في منطقة شيترال. لا زالت قبيلة الكيلاش في جنوب شيترال تدين بعقيدة قديمة تجمع بين تعدد الآلهة والروحانية، وهي بقايا من المعتقدات التي كانت سائدة في المناطق الجبلية الشمالية الشرقية. كما توجد أقليات صغيرة جدًا من أتباع المسيحية الكاثوليكية والهندوسية والسيخية، موجودين بشكل رئيسي في بيشاور وبعض المراكز الحضرية الأخرى.
| الإسلام | 1,787,341 | 91.4%   | 2,088,015 | 91.51%  | 1,890,479 | 92.19%  | 2,039,994 | 92.86%  | 2,062,786 | 91.62%  | 2,227,303 | 91.84%  | 2,788,797 | 91.8%  | 5,858,080 | 99.89% | 20,808,480 | 99.47% | 35,428,857 | 99.79% | 40,486,153 | 99.62%  |
| الهندوسية | 154,081   | 7.88%   | 166,984   | 7.32%   | 129,306   | 6.31%   | 119,942   | 5.46%   | 149,881   | 6.66%   | 142,977   | 5.9%    | 180,321   | 5.94%  | 2,432     | 0.04%  | 7,011      | 0.03%  | 6,373      | 0.02%  | 6,102      | 0.02%   |
| السيخية | 9,205     | 0.47%   | 21,110    | 0.93%   | 25,733    | 1.25%   | 30,345    | 1.38%   | 28,040    | 1.25%   | 42,510    | 1.75%   | 57,939    | 1.91%  | —         | —      | —          | —      | —          | —      | 4,050      | 0.01%   |
| المسيحية | 4,725     | 0.24%   | 5,437     | 0.24%   | 5,119     | 0.25%   | 6,585     | 0.3%    | 10,610    | 0.47%   | 12,213    | 0.5%    | 10,889    | 0.36%  | 3,823     | 0.07%  | 38,974     | 0.19%  | 50,018     | 0.14%  | 134,884    | 0.33%   |
| الجاينية | 106       | 0.01%   | 108       | 0.005%  | 37        | 0.002%  | 4         | 0.0002% | 3         | 0.0001% | 0         | 0%      | 1         | 0%     | —         | —      | —          | —      | —          | —      | —          | —       |
| الزرادشتية | 52        | 0.003%  | 48        | 0.002%  | 46        | 0.002%  | 49        | 0.002%  | 20        | 0.001%  | 60        | 0.002%  | 24        | 0.001% | —         | —      | —          | —      | —          | —      | 36         | 0.0001% |
| البوذية | 0         | 0%      | 0         | 0%      | 0         | 0%      | 0         | 0%      | 0         | 0%      | 2         | 0.0001% | 25        | 0.001% | —         | —      | —          | —      | —          | —      | —          | —       |
| اليهودية | —         | —       | 4         | 0.0002% | 4         | 0.0002% | 14        | 0.001%  | 0         | 0%      | 11        | 0.0005% | 71        | 0.002% | —         | —      | —          | —      | —          | —      | —          | —       |
| الجماعة الأحمدية | —         | —       | —         | —       | —         | —       | —         | —       | —         | —       | —         | —       | —         | —      | —         | —      | 48,703     | 0.23%  | 7,204      | 0.02%  | 951        | 0.002%  |
| أخرى | 5         | 0.0003% | 2         | 0.0001% | 0         | 0%      | 0         | 0%      | 0         | 0%      | 0         | 0%      | 0         | 0%     | 215       | 0.004% | 16,808     | 0.08%  | 9,512      | 0.03%  | 8,944      | 0.02%   |
| مجموع المستجيبين في التعداد | 1,955,515 | 100%    | 2,281,708 | 100%    | 2,050,724 | 96.48%  | 2,196,933 | 57.53%  | 2,251,340 | 44.35%  | 2,425,076 | 51.77%  | 3,038,067 | 56.1%  | 5,864,550 | 99.4%  | 20,919,976 | 100%   | 35,501,964 | 100%   | 40,641,120 | 99.47%  |
| مجموع السكان | 1,955,515 | 100%    | 2,281,708 | 100%    | 2,125,480 | 100%    | 3,819,027 | 100%    | 5,076,476 | 100%    | 4,684,364 | 100%    | 5,415,666 | 100%   | 5,899,905 | 100%   | 20,919,976 | 100%   | 35,501,964 | 100%   | 40,856,097 | 100%    |
| ملاحظة 1: أرقام السكان قبل التقسيم مخصصة للمقاطعة الحدودية الشمالية الغربية فقط وتستثني المناطق القبلية الخاضعة للإدارة الفيدرالية (اندمجت كلتا القسمين الإداريين لاحقا لتشكيل خيبر بختونخوا في عام 2018). ملاحظة 2: البيانات الدينية للأعوام 1951 و1998 و2017 تشمل أرقام المقاطعة الحدودية الشمالية الغربية والمناطق القبلية الخاضعة للإدارة الاتحادية. |           |         |           |         |           |         |           |         |           |         |           |         |           |        |           |        |            |        |            |        |            |         |

### المجتمع المدني
فيما يلي بعض من المنظمات غير الحكومية الكبرى العاملة في الإقليم:
- Al-Khidmat Foundation
- Aurat Foundation
- Shaukat Khanum Memorial Cancer Hospital & Research Centre
- برنامج سرهد لدعم الريف
- Human Rights Commission of Pakistan
- Frontier Education Foundation

## الاقتصاد

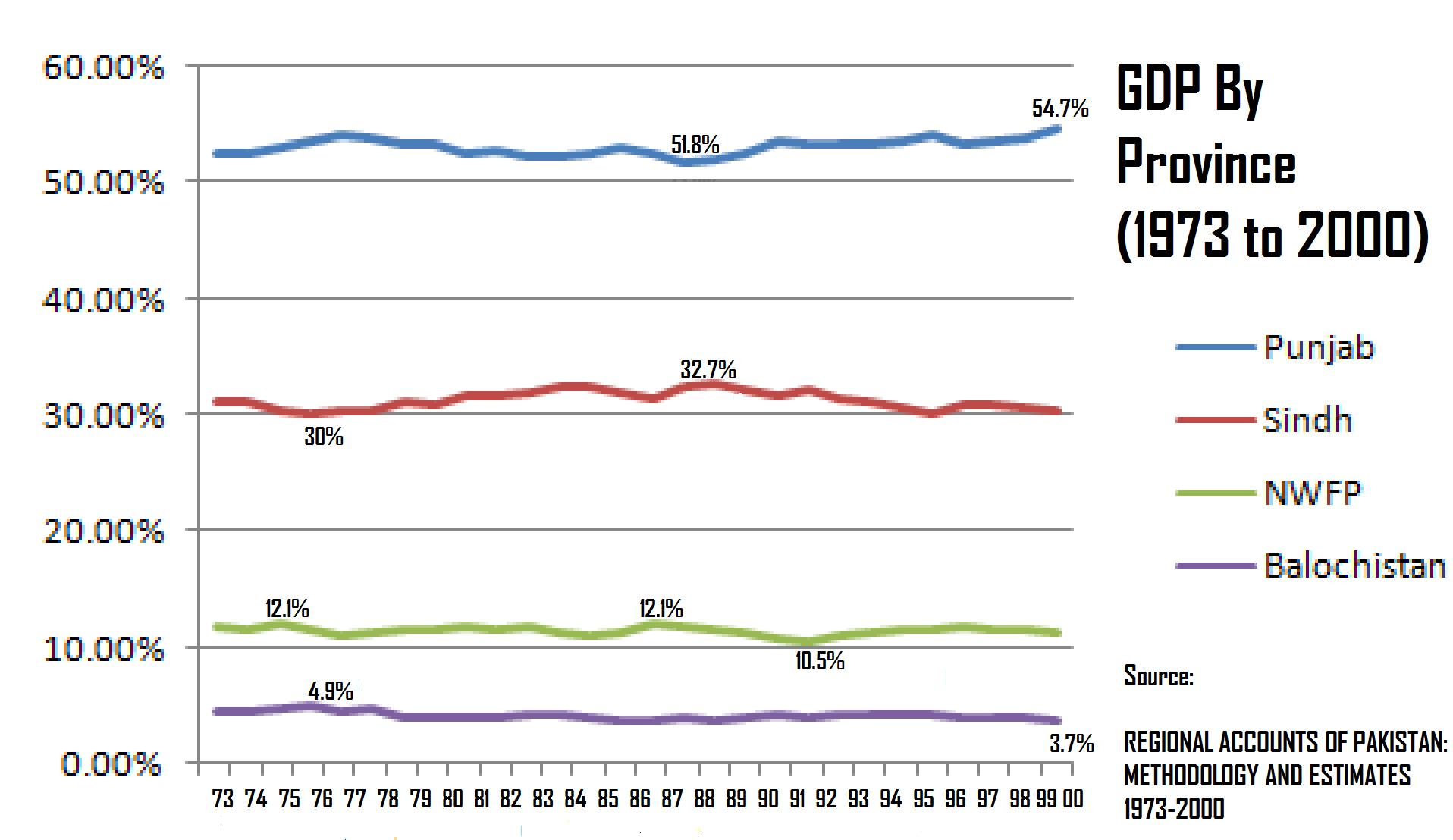
مقارنة بين اقتصادات أقاليم باكستان

خيبر بختونخوا صاحب ثالث أكبر اقتصاد بين أقاليم باكستان، إذ يمثل 10٪ من الناتج المحلي الإجمالي الوطني. شهد اقتصاد الإقليم نموا في حجم اقتصادها بمقدار 3.6 مرة في عام 1972.
يقوم اقتصاد الإقليم على قطاع الغابات بحصة تراوحت بين 34.9٪ و81٪ بمتوسط 61.56٪. كما يساهم الإقليم بنسبة 20٪ من إنتاج التعدين في البلاد. القطاع الزراعي مساهم كبير في اقتصاد الإقليم، فمن المحاصيل الرئيسية القمح والذرة والتبغ والأرز وبنجر السكر والفواكه بأنواعها. وينتج الإقليم 78٪ من إنتاج الرخام في باكستان.
يقترح إنشاء مشروع شارماي للطاقة الكهرومائية في منطقة دير العليا في خيبر بختونخوا على نهر بانجكورا بقدرة مركبة تبلغ 150 ميجاوات. يهدف هذا المشروع إلى تعزيز إنتاج الطاقة المتجددة في الإقليم، وتلبية الطلب المتزايد على الكهرباء في المناطق الشمالية من البلاد.

## التعليم
| السنة   | المعدل |
| ------- | ------ |
| 1972    | 15.5%  |
| 1981    | 16.7%  |
| 1998    | 35.41% |
| 2017    | 51.66% |
| 2020    | 55.1%  |
| المصدر: |        |

جامعة بشاور

الجامعة الإسلامية (بيشاور)

كان معدل معرفة القراءة والكتابة في خيبر بختونخوا منخفض منذ استقلال باكستان، إلا أن السنوات الأخيرة شهدت تحسنًا ملحوظًا. ذكر في تعداد عام 2017 أن معدل معرفة القراءة والكتابة في الإقليم (تشمل المناطق القبلية) بلغ 51.66٪، مع تباين واضح بين المناطق الريفية (48.44٪) والمناطق الحضرية (66.86٪). كما ظهرت فجوة كبيرة بين الجنسين، حيث بلغ معدل معرفة القراءة والكتابة لدى الرجال 66.67٪ مقارنة بـ 34.58٪ فقط لدى النساء. تظهر هذه الفجوة بشكل أكبر في المناطق الريفية ذات الأغلبية البشتونية. رغم كل هذه التحديات حققت خيبر بختونخوا في عام 2021 أعلى معدل نمو لمحو الأمية في باكستان، مما يعكس الجهود المبذولة لتحسين قطاع التعليم في الإقليم.
هذا مخطط لقطاع التعليم في خيبر بختونخوا تبعًا للتقدير الحكومي في عام 1998.
| المؤهل           | الحضر     | الريف      | المجموع    | نسبة الالتحاق (%) |
| ---------------- | --------- | ---------- | ---------- | ----------------- |
| أقل من الابتدائي | 413,782   | 3,252,278  | 3,666,060  | 100.00            |
| الابتدائي        | 741,035   | 4,646,111  | 5,387,146  | 79.33             |
| المتوسط          | 613,188   | 2,911,563  | 3,524,751  | 48.97             |
| الثانوي          | 647,919   | 2,573,798  | 3,221,717  | 29.11             |
| التعليم الفني    | 272,761   | 728,628    | 1,001,389  | 10.95             |
| بكالوريوس        | 20,359    | 42,773     | 63,132     | 5.31              |
| ماجستير          | 18,237    | 35,989     | 53,226     | 4.95              |
| دكتوراه          | 82,037    | 165,195    | 247,232    | 1.92              |
| المؤهلات الأخرى  | 19,766    | 75,226     | 94,992     | 0.53              |
| —                | 2,994,084 | 14,749,561 | 17,743,645 | —                 |

### ثبت المراج
- Docherty، Patty (2007). The Khyber Pass: A History of Empire and Invasion. Faber and Faber. ISBN:978-1-4027-5696-2.
- "Imperial Gazetteer2 of India, Volume 19– Imperial Gazetteer of India". Digital South Asia Library. مؤرشف من الأصل في 2021-12-05. اطلع عليه بتاريخ 2015-04-22.
- Kiessling، Hein (2016). Faith, Unity, Discipline. Oxford University Press. ISBN:978-1849045179.
- Rehman, Abdur (Jan 1976). The Last Two Dynasties of the Sahis: An analysis of their history, archaeology, coinage and palaeography (Thesis) (بالإنجليزية). Australian National University. Archived from the original on 2023-01-22. Retrieved 2023-04-16.
- Roadmap to the Regents: Global History and Geography. Princeton. 2003. ISBN:9780375763120.

## وصلات خارجية
- Government of Khyber Pakhtunkhwa
- خيبر بختونخوا على مشروع الدليل المفتوح
- http://www.pukhtunkhwa.com